# 福島市立中野小学校
福島市立中野小学校（ふくしましりつ なかの しょうがっこう）は、福島県福島市にあった公立小学校である。

## 概要
福島市北部の飯坂地区西部、飯坂町中野周辺を通学区域とし、福島県道313号中野梍町線沿いに位置する。2022年度末で閉校し、福島市立飯坂小学校に統合された。。

## 沿革
- 1873年11月2日 - 学校創立。後に自治体合併、学制改革を経て信夫郡飯坂町立中野小学校となる。
- 1964年1月 - 飯坂町が福島市に編入され、福島市立中野小学校となる。
- 1965年3月31日 - 杉ノ平分校が廃止される。
- 1967年3月31日 - 大滝分校が廃止される。
- 2023年3月31日 - 飯坂小学校に統合され、閉校。

## 学校行事
| - 4月 - 5月 - 6月 | - 7月 - 8月 - 9月 | - 10月 - 11月 - 12月 | - 1月 - 2月 - 3月 |

## 当時の通学区域
- 飯坂地域
  - 飯坂町中野
  - 大笹生（字中沢、中沢西、中道、釜平）
- 信陵地域
  - 大笹生（字芋畑、中沢南、熱石舘、門松平、中林、北裏、青岩）

## 当時の進学先中学校
- 福島市立大鳥中学校[3]

## 学区 / 校区内の主な施設
- 国道13号
- 福島県道313号中野梍町線
- 中野不動尊

## 交通
- 福島交通飯坂線花水坂駅より徒歩約25分[4]。